# VAST娛樂
VAST娛樂（韓語：VAST엔터테인먼트）是一家韓國的藝人經紀公司，2016年由演員玄彬與其高中前輩兼表演老師姜建澤（강건택）共同創辦。
VAST娛樂於2019年被Kakao M（現Kakao娛樂）收購，成為其全資子公司。

## 旗下藝人
- 玄彬
- 申度賢
- 金智仁
- 高荷
- 韩恩秀（한은수）（2022年—）[6]
- 金序晏（2023年1月—）[7]
- 金宇謙（2023年9月—）[8]
- 柳惠英（2025年6月—）[9]
- 張根碩（2025年6月—）[10]

## 过往艺人
- 鄭惟安
- 李宰旭（2018年—2021年3月）
- 金允智
- 李沇熹（2020年11月—2023年）[11]
- 史蒂芬妮·李（2020年5月—2024年）[12]
- 韩焘宇（2022年8月—？）[13][14]
- 朴梨賢

## 外部連結
- 官方网站（页面存档备份，存于）
- VAST娛樂的Instagram帳戶